# Sven Nyblom
Sven Halfdan Nyblom, född 26 mars 1868, död 7 februari 1931 i Stockholm, var en svensk regissör, översättare av opera- och operettlibretton och operasångare (tenor).
Efter studier för Padilla i Paris och Gillis Bratt i Stockholm debuterade Nyblom på Kungliga Teatern i Stockholm som Don José i Carmen. Han verkade därefter på Operan fram till 1924 där han med framgång framförde tenorpartietna bland annat i Puccinis och Verdis operor, titelrollerna i Faust, Tannhäuser med flera. Nyblom verkade dessutom som regissör vid teatern, som lärare i deklamation vid Konservatoriet 1908–18 och slutligen som föreståndare för Operaskolan.
Nybloms föräldrar var historikern Carl Rupert Nyblom och författaren Helena Nyblom. Operasångaren Hilde Nyblom var hans brorsdotter.